# Stadtgeschichten (1993)
Stadtgeschichten (Originaltitel Tales of the City), in manchen Ausstrahlungen auch Geschichten aus San Francisco, ist eine britisch-US-amerikanische Miniserie aus dem Jahr 1993. Sie basiert auf dem ersten Roman der Stadtgeschichten-Reihe des amerikanischen Schriftstellers Armistead Maupin.
Die sechs Folgen der Produktion wurden im Vereinigten Königreich wöchentlich vom 28. September bis 2. November 1993 ausgestrahlt. In den USA wurden die Episoden als Doppelfolgen am 10., 11. und 12. Januar 1994 zum ersten Mal veröffentlicht. In Deutschland wurde die Serie am 4. Oktober 1995 auf tm3 erstveröffentlicht. Im Jahr 2009 waren Wiederholungen der Serie auf TIMM zu sehen. Seit Juni 2019 ist die Serie zudem auf Netflix abrufbar.
Die Serie ist die erste Adaption der Buchreihe. Nach ihr folgten 1998 Mehr Stadtgeschichten, 2001 Noch mehr Stadtgeschichten sowie 2019 die Netflix-Eigenproduktion Stadtgeschichten.

## Handlung
Im Jahr 1976 verbringt die junge Frau Mary Ann Singleton ihren Sommer-Urlaub in San Francisco. Für Mary Ann, die aus Cleveland stammt, ist die Großstadt mit ihrer Offenheit und sehr großen, vielfältigen LGBT-Gemeinschaft etwas völlig Neues. Sie mietet sich eine Wohnung in der 28 Barbary Lane, das Wohnhaus gehört der unkonventionellen Anna Madrigal. Mary Ann trifft in der Stadt auf ihre alte Schulfreundin Connie Bradshaw und schließt viele neue Freundschaften, unter anderem mit ihren Nachbarn Brian Hawkins, Michael Tolliver und Mona Ramsey. Mary Ann entschließt sich im Laufe der Serie, länger in der Stadt zu bleiben, die letzte Folge spielt am Neujahrstag 1977. Neben Mary Anns Privatleben in der Barbary Lane und ihrer Arbeit in Edgar Halcyons Werbeagentur steht auch der berufliche beziehungsweise persönliche Alltag der anderen Figuren im Mittelpunkt, vor allem wird oft Bezug auf das Leben der LGBT-Community in den 1970er Jahren genommen, da viele Charaktere Mitglieder ebendieser sind.

## Produktion
Im Jahr 1982 sicherte sich HBO die Filmrechte an den ersten beiden Büchern der Stadtgeschichten-Reihe. Der Sender wollte den Stoff zu einer wöchentlichen Sitcom verarbeiten. Der Drehbuchautor Richard Kramer beschrieb die damaligen Drehbücher als „Mary Tyler Moore der 1980er Jahre“. Allerdings änderten sich diese Pläne durch die AIDS-Epidemie und das durch Ronald Reagans Präsidentschaft konservativer gewordene gesellschaftliche Klima in den Vereinigten Staaten. HBO war der Ansicht, dass eine Serie, in der Homosexualität, Casual Sex sowie der Konsum von Marihuana positiv dargestellt werden, beim Publikum nicht gut ankommen würde. Deswegen sollte die Serie zunächst in ein Drama umgeschrieben werden, HBO verzichtete schließlich jedoch ganz auf eine Verfilmung der beiden Bücher.
Elf Jahre später wurde die Serie schließlich zusammen von Channel 4 und PBS produziert und im Vereinigten Königreich beziehungsweise den Vereinigten Staaten ausgestrahlt. Die Ausstrahlung sicherte PBS zwar sehr gute Einschaltquoten, allerdings wurde die Produktion von konservativen Verbänden aufgrund ihrer sehr offenen Darstellung von Homosexualität und ihrer expliziten Nacktszenen (die in manchen US-Versionen zensiert wurden) vielfach kritisiert. Robert Council, der damals eine hohe Position beim Family Research Council besetzte, bezeichnete die Serie als „aalglatte Schwulen-Propaganda“ und versuchte gemeinsam mit der American Family Association, die staatliche Förderung von PBS streichen zu lassen, was allerdings scheiterte. Aufgrund dieser Kritik entschloss sich PBS, eventuelle Fortsetzungen nicht mehr zu produzieren.

## Besetzung
Die Synchronisation der Serie wurde bei der Magma Synchron nach einem Dialogbuch und unter der Dialogregie von Joachim Kunzendorf erstellt.
| Rolle                    | Darsteller       | Synchronsprecher      |
| ------------------------ | ---------------- | --------------------- |
| Anna Madrigal            | Olympia Dukakis  | Bettina Schön         |
| Mary Ann Singleton       | Laura Linney     | Arianne Borbach       |
| DeDe Halcyon Day         | Barbara Garrick  | Eva Kryll             |
| Dr. Jon Fielden          | Billy Campbell   | Ralph Beckmann        |
| Connie Bradshaw          | Parker Posey     |                       |
| Michael „Mouse“ Tolliver | Marcus D’Amico   | Peter Flechtner       |
| Brian Hawkins            | Paul Gross       | Torsten Michaelis     |
| Frannie Halcyon          | Nina Foch        | Christine Gerlach     |
| D'orothea Wilson         | Cynda Williams   | Andrea Kathrin Loewig |
| Mona Ramsey              | Chloe Webb       | Heidrun Bartholomäus  |
| Beauchamp Day            | Thomas Gibson    | Tom Vogt              |
| Prue Giroux              | Mary Kay Place   | Katharina Koschny     |
| Edgar Halcyon            | Donald Moffat    | Lothar Blumhagen      |
| Norman Neal Williams     | Stanley DeSantis | Klaus Jepsen          |
| Charles Hillary Lord     | Paul Bartel      | Frank Ciazynski       |
| William Devereaux Hill   | Lance Loud       |                       |
| Richard Evan Hampton     | Bob Mackie       | Hans Hohlbein         |
| Archibald Anson Gidde    | Ian McKellen     | Michael Narloch       |
| Binky Gruen              | Meagen Fay       | Maja Dürr             |
| Candi Moretti            | Stephanie Faracy | Helga Sasse           |
| Booter Manigault         | McLean Stevenson | Wolfgang Dehler       |
| Lionel Wong              | Phillip Moon     |                       |
| Chuck                    | Lou Liberatore   | Matthias Klages       |
| Coppola                  | Janeane Garofalo |                       |
| Motherly Waitress        | Mother Love      |                       |
| Pater Guido Sarducci     | Don Novello      |                       |
| sie selbst               | Mimi Fariña      |                       |
| Ruby Miller              | Edie Adams       | Renate Rennhack       |

## Episodenliste
| Nr. | Deutscher Titel | Originaltitel | Erstausstrahlung UK | Deutschsprachige Erstveröffentlichung (D) | Regie         | Drehbuch       |
| --- | --------------- | ------------- | ------------------- | ----------------------------------------- | ------------- | -------------- |
| 1 | Teil 1          | Episode 1     | 28. Sep. 1993       | 4. Okt. 1995                              | Alastair Reid | Richard Kramer |
| Im Jahr 1976 verbringt die junge, naive Mary Ann Singleton ihre Ferien in San Francisco. Sie übernachtet für einige Tage bei ihrer alten Schulfreundin Connie Bradshaw, die im Gegensatz zu ihr weltgewandt ist. Mary Ann mietet sich eine Wohnung in der 28 Barbary Lane. Ihre Vermieterin ist Anna Madrigal, eine unkonventionelle Frau, die eine starke Vorliebe für Hanf hat. Mary Ann freundet sich schnell mit ihren Nachbarn an, die Anna als ihre „Kinder“ bezeichnet. Dazu gehört unter anderem Brian, der früher als Rechtsanwalt tätig war, diesen Beruf aber aufgegeben hat und in einer Bar kellnert. Weitere „Kinder“ sind Michael (genannt Mouse) Tolliver, ein extrovertierter Homosexueller, sowie die exzentrische Mona Ramsey, die ein Hippie und wie Anna auch dem Konsum von Marihuana nicht abgeneigt ist. Sie vermittelt Mary Ann als Sekretärin an ihren Vorgesetzten Edgar Halcyon, der einer Werbeagentur vorsteht. Edgars Schwiegersohn Beauchamp, der ebenfalls in der Agentur arbeitet, ist zwar attraktiv, dafür aber nicht besonders intelligent und auch kein guter Angestellter, zudem betrügt er ständig seine Ehefrau DeDe. Edgars Frau Frannie ist Alkoholikerin, er selbst ist todkrank, verheimlicht dies aber und geht deswegen zu einem Wunderheiler. Als Edgar niedergeschlagen in einem Park spazieren geht, trifft er auf Anna. Sie kommen ins Gespräch, Anna erzählt ihm, dass das Bordell, in dem er zum ersten Mal in seinem Leben Sex hatte, ihrer Mutter gehörte. Edgars Laune hat sich aufgrund der Unterhaltung mit Anna stark verbessert, weswegen er ihr vorschlägt, sich in Zukunft öfter zu treffen, was sie annimmt. |                 |               |                     |                                           |               |                |
| 2 | Teil 2          | Episode 2     | 5. Okt. 1993        | 11. Okt. 1995                             | Alastair Reid | Richard Kramer |
| Anna und Edgar sind mittlerweile eng miteinander befreundet, ihre Verbindung ist aber von rein platonischer Natur. Währenddessen verbringt Mary Ann auf Beauchamps Einladung hin das Wochenende mit ihm in einem Hotel. Eigentlich will sie im Zimmer auf dem Sofa schlafen, das aber nirgends zu finden ist, weswegen sie sich das Bett mit Beauchamp teilen muss. Dies führt unweigerlich zu Sex, was aber für beide nicht sehr angenehm ist, da Beauchamp Schwierigkeiten mit seiner Potenz hat. Am darauffolgenden Arbeitstag ignoriert er Mary Ann im Büro, was sie verärgert. Brian ist ebenfalls unzufrieden, da er mehrere unbefriedigende Sex-Verabredungen, unter anderem mit Connie, hat. DeDe, die von Beauchamps Untreue weiß, verführt wiederum Lionel Wong, den Lieferboten eines China-Restaurants. Mouse trifft auf Jon, einen Arzt, und verbringt eine Nacht mit ihm. Mona kündigt bei der Werbeagentur aufgrund einer ihrer Meinung nach sexistischen Reklame. Als sie und Mouse erfahren, dass Mary Ann nicht länger in San Francisco bleiben will, wollen sie ihre Abreise verhindern. Dies gelingt ihnen, unter anderem auch, weil Mary Anns Mutter sie anruft und Mary Ann nach dem Gespräch genervt beschließt, erst einmal noch so weit weg wie möglich von ihren Eltern zu bleiben. |                 |               |                     |                                           |               |                |
| 3 | Teil 3          | Episode 3     | 12. Okt. 1993       | 18. Okt. 1995                             | Alastair Reid | Richard Kramer |
| Mary Ann arbeitet ehrenamtlich als Telefonistin bei einer Seelsorge-Hotline. Als sie am Abend nach Hause kommt, wird sie von einer wütenden DeDe konfrontiert, die Mary Anns Schal gefunden hat, den diese in Beauchamps Auto vergessen hatte. Mary Ann gesteht ihr den Seitensprung, kann sie aber erfolgreich überzeugen, dass sie keinerlei Interesse an ihrem Ehemann hat. Trotzdem gerät DeDe ins Grübeln und meldet sich in einem Abnehm-Camp an, da sie sich für Beauchamp nicht attraktiv genug hält. Edgar realisiert, dass er wahrscheinlich nicht mehr lange leben wird, weswegen er und Anna ihre platonische Beziehung beenden und miteinander schlafen. Unterdessen wird Mouse auf einer Dinner-Party in Jons Haus von dessen Freunden mit Punkten bewertet, was ihn kränkt. Jon tröstet Mouse und sagt ihm, dass er ihm wichtig ist und es ihn nicht kümmert, was seine Freunde über ihn denken. Am Ende der Folge trifft Mary Ann auf ihren etwas unheimlichen neuen Nachbarn Norman, der in der Dachwohnung eingezogen ist, und Mona erhält einen Anruf von ihrer alten Freundin D’orothea, einem afroamerikanischen Model. |                 |               |                     |                                           |               |                |
| 4 | Teil 4          | Episode 4     | 19. Okt. 1993       | 25. Okt. 1995                             | Alastair Reid | Richard Kramer |
| Mouse bekommt Besuch von seinen Eltern, die er durch die Stadt führt. Während dieser Führung wird er von ihnen über sein Privatleben befragt, schweigt aber über seine sexuelle Neigung. Edgar verbringt die Nacht bei Anna, die beiden versuchen, ihre Affäre geheim zu halten. Mona erzählt Mouse, dass sie und D’orothea früher in einer Beziehung gelebt haben. D’orothea kommt in die Stadt, woraufhin Mona bei ihr einzieht, Anna reagiert auf ihren Auszug für sie ungewöhnlich aufgebracht. Mary Anns Vorgesetzter bei der Telefonseelsorge hat sich erhängt, sie wird bei sich zu Hause von Brian getröstet, wobei sich die beiden näherkommen. Trotzdem beginnt sie eine Beziehung mit Norman, der ihr viele Fragen über die anderen Mieter stellt und manchmal von dem jungen Mädchen Lexi besucht wird. DeDe merkt, dass sie schwanger ist. Mehrere Männer kommen als potenzielle Väter in Frage, mit dieser Information wird sie von dem zwielichtigen Carson Callas erpresst. |                 |               |                     |                                           |               |                |
| 5 | Teil 5          | Episode 5     | 26. Okt. 1993       | 1. Nov. 1995                              | Alastair Reid | Richard Kramer |
| Brian versucht weiterhin, sich mit Frauen zu verabreden, was immer noch nicht zu seiner Zufriedenheit verläuft. So hätte er beispielsweise gerne mit zwei Kellnerinnen einen flotten Dreier, was aber scheitert, da die beiden Mutter und Tochter sind. Mona hat das Gefühl, zu D’orothea nicht wirklich durchdringen zu können. Sie weiß auch, dass sich D’orothea ziert, ihre Eltern zu treffen, mit denen sie sich zerstritten hatte, weswegen Mona diese anruft, um mit ihnen ein Treffen zu vereinbaren. Währenddessen hat DeDe mit Carson Sex, damit er Beauchamp nichts von ihren Affären erzählt. Zwar ist diese Verbindung freudlos, allerdings ist DeDe froh, überhaupt mehrmals in der Woche Sex zu haben, was in der Beziehung zu Beauchamp schon länger nicht mehr der Fall ist. Beauchamp, der nichts von DeDes Schwangerschaft weiß, sagt ihr in einem Gespräch, dass er keine Kinder haben möchte. Daraufhin begibt er sich in eine Schwulen-Sauna, wo er auf Jon trifft, mit dem er wiederum eine Affäre beginnt. Mary Ann trifft sich immer noch mit Norman, der ihr aufgrund seiner vermeintlichen Einsamkeit leid tut. Sie ahnt nicht, dass er von einer gewissen Mrs. Ramsay damit beauftragt wurde, ein Geheimnis aus Annas Vergangenheit zu enthüllen. Dieses Geheimnis verrät Anna am Ende der Folge Edgar. |                 |               |                     |                                           |               |                |
| 6 | Teil 6          | Episode 6     | 2. Nov. 1993        | 8. Nov. 1995                              | Alastair Reid | Richard Kramer |
| Jon lernt während seiner Tätigkeit als Frauenarzt DeDe kennen. Seine neue Patientin ist ihm sympathisch, weswegen er seine Affäre mit Beauchamp beendet und ihm von DeDes Schwangerschaft berichtet. Kurz vor Weihnachten erzählt Mary Ann Mouse, dass ihr Normans Verhalten in letzter Zeit merkwürdig vorkommt. Deswegen geht sie in seine Wohnung und sucht dort nach Hinweisen. Sie findet schließlich freizügige Fotos der kleinen Lexi. Währenddessen macht Mona D’orotheas Eltern ausfindig und lädt sie ein, am Weihnachtstag gemeinsam Mittag zu essen. Sie ist schockiert, da D’orotheas Eltern weiß sind. Es stellt sich heraus, dass die Tabletten, die sie in D’orotheas Badezimmerschrank gefunden hat, Bräunungspillen sind. Durch ihr afroamerikanisches Aussehen hat D’orothea so mehr Aufträge als Model erhalten. D’orothea und ihre Eltern versöhnen sich schließlich wieder und verbringen gemeinsam den Feiertag. Währenddessen erfährt der Zuschauer Anna Geheimnis: Sie ist eine trans Frau und hat sich vor zwanzig Jahren, damals noch unter dem Namen Andy Ramsay, einer geschlechtsangleichenden Operation unterzogen. Norman beabsichtigt, Anna mit ihrem Geheimnis zu erpressen, als ihn Mary Ann anruft und mit ihm ein Treffen in einer Klippen-Gegend vereinbart. Sie konfrontiert ihn mit den Fotos von Lexi, es kommt zum Streit zwischen den beiden, in dessen Verlauf Norman von einer Klippe stürzt und stirbt. Mary Ann nimmt seine gesammelten Informationen über Anna, die er dabei hatte, an sich und verbrennt sie, ohne sie zu lesen. Mary Ann geht zurück in die Barbary Lane, wo sie mit Mouse, Mona, Brian, Connie und Anna gemeinsam Weihnachten feiert. Einige Tage später erfährt Edgar von DeDes Schwangerschaft und bittet sie, das Kind Anna zu nennen, falls es ein Mädchen wird. Er stirbt kurz darauf, nach der Beerdigung legt Anna einen Joint auf sein Grab und bittet ihn, in der Nachwelt Spaß zu haben. |                 |               |                     |                                           |               |                |

## Rezeption

### Kritikerstimmen
In der Internet Movie Database erhielt die Serie eine Bewertung von 8,7 aus zehn Sternen basierend auf 2387 abgegebenen Stimmen. Auf Rotten Tomatoes erhielt die Serie eine Kritikerbewertung von 100 Prozent.
Entertainment Weekly bewertete die Serie anlässlich ihrer DVD-Veröffentlichung im Jahr 2005 mit einem B+ (entspricht einer deutschen Zwei). Laut der Zeitschrift sei Stadtgeschichten eine „Zeitkapsel, die ihre Charaktere mit Humor und Respekt“ behandle, zudem beinhalte die Serie eine „sexuelle Direktheit“, die 1993 für PBS ungewöhnlich gewesen sei und heutzutage auf dem Sender aus politischen Gründen gar nicht mehr gezeigt werden könnte. Daher sei die Serie eine der zehn besten auf DVD veröffentlichten Miniserien.
In einer Kritik aus dem Jahr 2009 schrieb Stephen Brook im The Guardian, dass man vermuten könne, eine Serie aus dem Jahr 1993 über unbekümmerte Bewohner San Franciscos und die LGBT-Community der 1970er Jahre könnte im Vergleich zu aktuelleren Produktionen wie Queer as Folk, The L Word – Wenn Frauen Frauen lieben und Brokeback Mountain „zaghaft und altmodisch“ wirken. Allerdings sei Stadtgeschichten immer noch ein „wahres Vergnügen.“ Brook äußerte sich dabei positiv über die Tatsache, dass die vielen Handlungsstränge in einem „delikat langsamem“ Tempo erzählt würden. Laut Brook sei die Serie nicht aufgrund ihrer sehr direkten Darstellung vom homosexuellen Lebensalltag „bahnbrechend“ gewesen, sondern aus dem Grund, dass sich die Charaktere für ihre Sexualität nicht rechtfertigen mussten. Die Serie sei bei den Zuschauern so beliebt gewesen, da es in ihr letztendlich um Personen ging, die miteinander freundlich und hilfsbereit umgingen. Brook schloss seine Kritik mit den Worten, dass jeder, der den Film Milk aus dem Jahr 2008 mag, auch Stadtgeschichten gut finden würde.
Laut Tasha Robinson der Webseite The AV Club ebnete Stadtgeschichten den Weg für mehr und mehr Fernsehserien, die Homosexualität in einem positiven Licht darstellen, weswegen die Serie rückblickend betrachtet ein wenig „bizarr“ sei. Zwar wirke die Serie nach einigen Folgen wie eine Art Insider-Witz, da in San Francisco nur ein paar Leute zu wohnen scheinen, die sich ständig treffen. Dies sei aber angemessen, da es im Kern der Serie um zwischenmenschliche Beziehungen zwischen verschiedenen Personen ginge. Dem Folgenregisseur Alastair Reid sei es zu verdanken, dass sich die Serie nicht allzu sehr wie eine „Nachmittags-Seifenoper“ anfühle. Stattdessen halte er den Ton der Serie „mild“, die Leistungen der Schauspieler seien nicht „theatralisch“, sondern „unaufdringlich und bescheiden“. Im Vergleich zu den „seichten“ Fortsetzungen sei die Serie „lebensnah“. Sie erzähle einfach nur Geschichten über Sex und Liebe und fokussiere sich dabei auf die Persönlichkeiten, nicht die Geschlechter der Charaktere.
Ross Ruediger schrieb in Variety, die Verflechtung mehrerer Geschichten sei so gut wie in modernen Serien, beispielsweise Downton Abbey oder Mad Men. Durch die unscharfe und zugleich flüssige Kameraführung entstehe der Eindruck, dass die Produktion tatsächlich in den 1970er Jahren gedreht wurde. Maupins Universum sei derart fesselnd, dass man sich in der insgesamt sechsstündigen Serie „verlieren“ würde. An der Handlung wirke nichts gezwungen oder an den „Haaren herbeigezogen“, alles fühle sich natürlich und richtig an. Ruediger lobte vor allem die Beziehung zwischen Anna Madrigal und Edgar Halcyon und damit die beiden Darsteller Olympia Dukakis und Donald Moffat, zudem sei Barbara Garrick als DeDe Halcyon „unterbewertet“. Das Schockierendste an Stadtgeschichten sei aus heutiger Sicht, wie „zahm“ die Sexszenen wirkten. Im Kabelfernsehen und der Stadtgeschichten-Adaption aus dem Jahr 2019 würden Geschlechtsverkehr und Drogenkonsum viel expliziter dargestellt. Ruediger kam zu dem Schluss, dass Maupin nachvollziehbar über LGBT-Personen und deren Inklusion schrieb, lange bevor dies zum Mainstream wurde. Da die Welt nun diesem Thema viel offener begegne, könnte die Serie im Jahr 2019 als das erkannt werden, was sie schon immer war: Erzählkunst, bei der für jeden etwas dabei sei.
Der Filmdienst befand, dass die Serie eine „detailfreudig ausgestattete Verfilmung eines Kultromans“ sei, die das „Lebensgefühl einer Generation in den Mittelpunkt stellt, die sich für Flower-Power, freie Liebe und Drogenexperimente begeisterte“. Zugleich setze sie einer „liberalen Stadt ein Denkmal, in der Pazifisten, Freigeister und Homosexuelle eine Heimstatt fanden“.

### Auszeichnungen
Die Serie wurde im Jahr 1994 in den Kategorien Beste Miniserie oder Fernsehfilm sowie Bestes Drehbuch einer Miniserie oder eines Fernsehfilms für einen Emmy nominiert. Im selben Jahr erhielt die Serie bei der BAFTA-Verleihung Nominierungen in den Sparten Beste Hauptdarstellerin (für Olympia Dukakis) und Bestes Kostüm-Design (für Molly Maginnis). Im Jahr 1995 erhielt die Serie einen GLAAD Media Award in der Kategorie Beste Mini-Serie sowie einen Peabody Award. Letzteren erhielt die Serie laut Jury, da sie „mit mutiger Ehrlichkeit“ und „beschwingtem Humor“ die „knallbunten Exzesse“ in San Francisco vor der AIDS-Krise darstelle. Dank des Regisseurs Alastair Reid, des Autors Richard Kramer und der Darsteller halte Stadtgeschichten die „kurzen Jahre der Unschuld und seligen Unwissenheit“ fest und „feiere gleichzeitig die Hoffnung und den Optimismus einer Zeit, die lange zurückzuliegen“ scheint. Daher verdiene die Miniserie, die über „Nostalgie und die Grenzen des Fernseh-Dramas“ hinausgehe, die Auszeichnung.